# Беженарі
Беженарі (рум. Băjenari) — село у повіті Вилча в Румунії. Входить до складу комуни Роєшть.
Село розташоване на відстані 168 км на захід від Бухареста, 30 км на південний захід від Римніку-Вилчі, 69 км на північ від Крайови, 144 км на південний захід від Брашова.

## Населення
За даними перепису населення 2002 року у селі проживали 184 особи, усі — румуни. Усі жителі села рідною мовою назвали румунську.